# Escondig
L'escondig è un genere della poesia lirica trobadorica, ovvero un componimento solitamente con strofe e struttura metrica della canzone definito dalle Leys d'amors come una poesia atta a scusarsi, in cui "l'autore si giustifica nell'opera per ciò di cui viene accusato o biasimato in merito alla sua donna o al suo signore".
Fra i trovatori occitani, che hanno composto escondig, troviamo Bernart de Ventadorn e Bertran de Born con il suo Eu m'escondisc, domna, que mal non mier, dove il poeta "perora il suo caso" mettendo in chiaro la propria reputazione infangata dagli infidi lauzengers. A sua discolpa nega sistematicamente le accuse fatte dai bugiardi...
     Fals, envejos, fe-mentit lauzengier,

     puois ab midons m'avetz mes destorbier, 

     be lauzera que.m laussassetz estar
Thibaut de Champagne giura su Dio di dire la verità e di amare la sua donna più di ogni altra cosa al mondo e se per caso si dimostrasse spergiuro lo si dovrà trascinare intorno e appenderlo al campanile più in alto...
    Mais je l'aim plus que nule riens vivant,

    si me doin Deus son gent cors enbracier!

    Ce est le riens que plus avroie chier,

    et, se j'en sui parjur a escient,

    on me devroit trainer tout avant

    et puis pendre plus haut que un clochier
Un esempio di 'escondig lo troviamo nella canzone del Petrarca dove il "S'i' 'l dissi mai" viene ripetuto più volte:
     S'i' 'l dissi mai, ch'i' vegna in odio a quella

     del cui amor vivo, et senza 'l qual morrei;

     s'i' 'l dissi, che miei dí sian pochi et rei,

     et di vil signoria l'anima ancella;

     s'i' 'l dissi, contra me s'arme ogni stella ...